# Airprox
Als AIRPROX (engl. Aircraft Proximity Hazard) bezeichnet man in der internationalen Luftfahrt sicherheitsgefährdende Annäherungen zwischen Luftfahrzeugen unter Flugbedingungen. Der veraltete Begriff Near Miss wurde in der Luftfahrt durch AIRPROX ersetzt.

## Definition und Klassen
Die Internationale Zivilluftfahrt-Organisation ICAO definiert AIRPROX (Flugzeugannäherung) als eine Situation, in der nach Ansicht eines Piloten oder der Flugverkehrsleitung die Distanz zwischen den beteiligten Flugzeugen einer Annäherung, deren relative Position zueinander sowie deren Geschwindigkeit die Sicherheit der involvierten Flugzeuge hätte gefährden können. Die wichtigsten Fakten zu einem solchen Zwischenfall werden erhoben und dem AIRPROX-Board der zuständigen Luftfahrtbehörden zur Untersuchung vorgelegt. Die Meldung eines solchen Vorfalles muss in der Regel innerhalb von 72 Stunden erfolgen.
AIRPROX-Meldungen werden in folgende Klassen eingeteilt:
- Klasse A: Kollisionsgefahr – eine Risikoeinstufung, in der ernste Gefahr einer Kollision bestanden hat.
- Klasse B: Eine Risikoeinstufung, in der die Sicherheit eines Luftfahrzeugs beeinträchtigt gewesen sein könnte.
- Klasse C: Keine Kollisionsgefahr, es hat keine Gefahr eines Zusammenstoßes bestanden.
- Klasse D: Gefahr nicht bestimmt

## AIRPROX Deutschland
In Deutschland tagt die Aircraft Proximity Evaluation Group (APEG) mehrmals im Jahr unter dem Vorsitz des Bundesaufsichtsamtes für Flugsicherung (BAF). Teilnehmer an diesem Gremium sind alle Flugsicherungsorganisationen, Privatverbände, Pilotenvereinigungen, Fluggesellschaften und andere Behörden, wie z. B. das LBA oder die BFU. Die Meldung eines AIRPROX muss über ein eigenes Formular erfolgen, damit der entsprechende Vorfall in der APEG behandelt werden kann. Derzeit erfolgt diese Meldung direkt an das BAF.

## Beispiele
- Beinahezusammenstoß der Japan Airlines 2001
- Am Freitag, 18. Juli 2025, abends (Ortszeit) kam es zwischen einer Embraer 175 des Passagierflugs 3788 der SkyWest-Airline beim Landeanflug auf den Internationalen Flughafen Minot und einem Bomber B-52 der US Air Force im Zusammenhang mit einem Überflug der North Dakota State Fair in Minot zu einem Airprox, das den Passagierflug zu einem "energischen Manöver" veranlasste. Der Fluglotse des Flughafens Minot (ohne Radar) hatte die Landung freigegeben, die B-52 war überraschend auf der Flugroute aufgetaucht und näher gekommen.[6]